# G. P. Putnam's Sons
G. P. Putnam's Sons é uma editora de livros americana sediada em Nova Iorque. Desde 1996, é uma marca do Grupo Penguin.

## História
A empresa começou como Wiley & Putnam com a parceria de 1838 entre George Palmer Putnam e John Wiley, cujo pai fundou sua própria empresa em 1807.
Em 1841, Putnam foi para Londres, onde montou uma filial, a primeira empresa americana a fazê-lo. Em 1848, ele retornou a Nova Iorque, onde dissolveu a parceria com John Wiley e estabeleceu G. Putnam Broadway, publicando uma variedade de obras, incluindo livros ilustrados de qualidade. Wiley começou John Wiley (mais tarde John Wiley & Sons), que ainda é uma editora independente até os dias atuais.

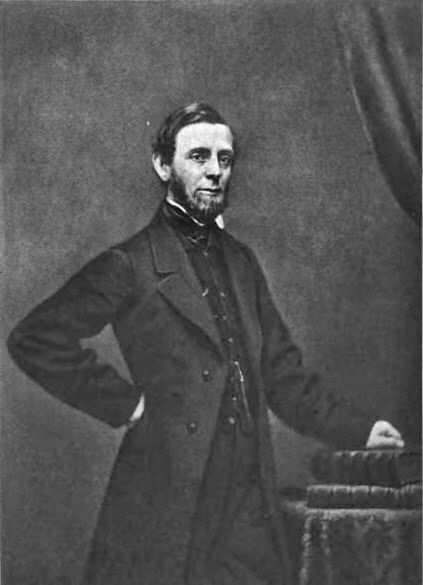
George Palmer Putnam, na foto, fez parceria com John Wiley em 1838 para formar Wiley & Putnam

Em 1853, a G. P. Putnam & Co. iniciou a Putnam's Magazine com Charles Frederick Briggs como editor.
Na morte de George Palmer Putnam em 1872, seus filhos George H., John e Irving herdaram o negócio e o nome da empresa foi alterado para G. P. Putnam's Sons. O filho George H. Putnam tornou-se presidente da empresa, cargo que ocupou pelos próximos 52 anos.
Em 1874, a empresa estabeleceu seu próprio escritório de impressão e fabricação de livros, criado por John Putnam e operando inicialmente em instalações recém-arrendadas na 182 Fifth Avenue. Mais tarde, esse lado de impressão dos negócios se tornou uma divisão separada chamada Knickerbocker Press, e foi transferida em 1889 para o Knickerbocker Press Building, construído especificamente para a imprensa em New Rochelle, Nova Iorque.

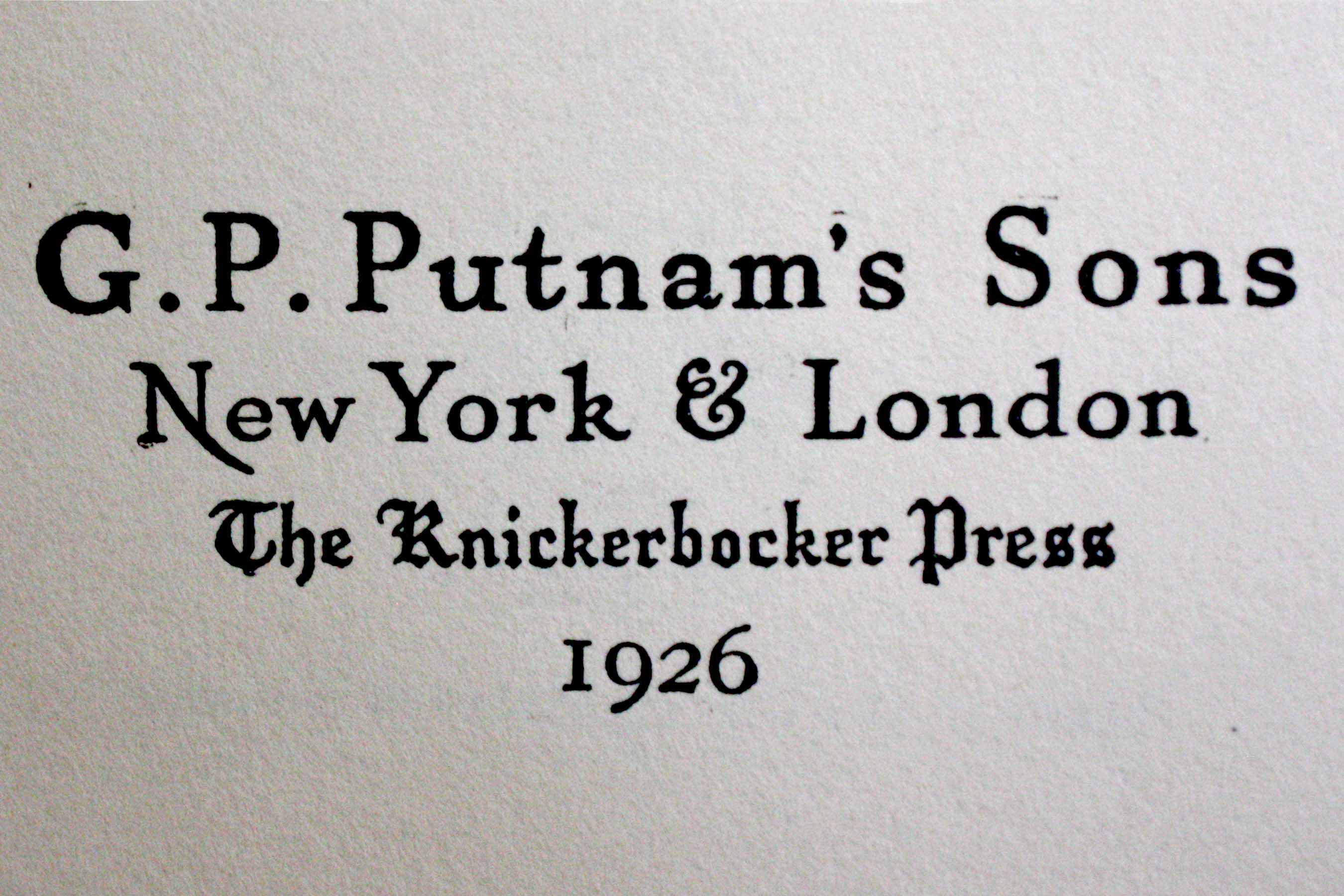
Um impresso da editora

Com a morte de George H. Putnam, em 1930, os vários herdeiros de Putnam votaram para fundir a empresa com Minton, Balch & Co., que se tornaram os acionistas majoritários. O neto de George Palmer Putnam, George P. Putnam (1887-1950), deixou a empresa na época. Melville Minton, sócio e gerente de vendas da Minton Balch & Co., tornou-se presidente interino e acionista majoritário da empresa até sua morte em 1956. Em 1936, Putnam adquiriu a editora Coward-McCann (mais tarde Coward, McCann & Geoghegan, depois de John Geoghegan, seu presidente de longa data), e publicou-a como uma impressão nos anos 80. Após a morte de Melville Minton, seu filho Walter J. Minton assumiu o controle da empresa.
Em 1965, G. P. Putnam's Sons adquiriu a Berkley Books, uma editora de paperbooks do mercado de livros.
A MCA comprou o Putnam Publishing Group e o Berkley Publishing Group em 1975. Phyllis E. Grann, que dirigia o Pocket Books da Simon & Schuster, foi contratada em 1976 como editora-chefe. Grann trabalhou com o executivo da MCA Stanley Newman em um modelo financeiro para tornar Putnam lucrativo. Esse modelo enfatizava a publicação dos principais autores anualmente e levou Putnam de dez milhões de dólares em receita para mais de cem milhões de dólares em 1983. Mantendo a lista em 75 títulos por ano, Putnam focou em vencedores como Tom Clancy, cujo livro Red Storm Rising vendeu quase um milhão de cópias em 1986. Putnam, juntamente com outras editoras na década de 1980, adotou um modelo de capa dura com desconto pesado para acompanhar a demanda e as vendas por meio de redes de livrarias e clubes de preços. Phyllis Grann foi promovida a CEO da Putnam em 1987, tornando-se a primeira mulher a ser CEO de uma grande editora. Em 1993, a editora estava faturando duzentos milhões de dólares em receita.
Em 1982, Putnam adquiriu a respeitada editora de livros infantis Grosset & Dunlap da Filmways. Também em 1982, Putnam adquiriu a divisão de publicação de livros da Playboy Enterprises, que incluía a Seaview Books.
Nos anos 90, a propriedade de Putnam mudou várias vezes. A MCA foi comprada pela Matsushita Electric em 1990. Em seguida, a Seagram Company adquiriu 80% da MCA da Matsushita e logo em seguida Seagram mudou o nome da empresa para Universal Studios, Inc. Os novos proprietários não tinham interesse em publicar, mas Phyllis Grann interveio e conseguiu intermediar o acordo para a fusão de Putnam com o Penguin Group em 1996, uma divisão do conglomerado editorial britânico Pearson PLC Putnam e o Penguin Group formado Penguin Putnam Inc. Em 2001, Grann saiu abruptamente após especulações sobre as tensões com a CEO da Pearson, Marjorie Scardino.
Em 2013, o Penguin se fundiu com o Random House de Bertelsmann, formando o Penguin Random House.

## Autores
- Ace Atkins
- A. Scott Berg
- C. J. Box
- Eleanor Brown
- Tom Clancy
- Robin Cook
- James Fenimore Cooper
- Patricia Cornwell
- Clive Cussler
- Frederick Forsyth
- Sue Grafton
- Robert A. Heinlein
- Frank Herbert
- Jack Higgins
- Washington Irving
- David Joy
- Charles Lindbergh
- Herman Melville
- Vladimir Nabokov
- Frederick Law Olmsted
- Robert B. Parker
- Francis Parkman
- Neil Pasricha
- Edgar Allan Poe
- Mario Puzo
- Theodore Roosevelt
- Christine Sadler